# 오대관문
"오대관문"은 한국에서 제작된 김정용 감독의 1978년 영화이다. 왕호 등이 주연으로 출연하였고 이우석 등이 제작에 참여하였다.

## 출연

### 주연
- 왕호
- 김기주
- 윤인하
- 한명환

## 기타
- 조명: 박삼조
- 미술: 이명수